# Stephen Alger
Stephen Alger (Praga, 28 de julho de 1958) é um ex-tenista das Bermudas.
Disputou os Jogos Olímpicos de 1988.